# Matrículas automovilísticas de Finlandia

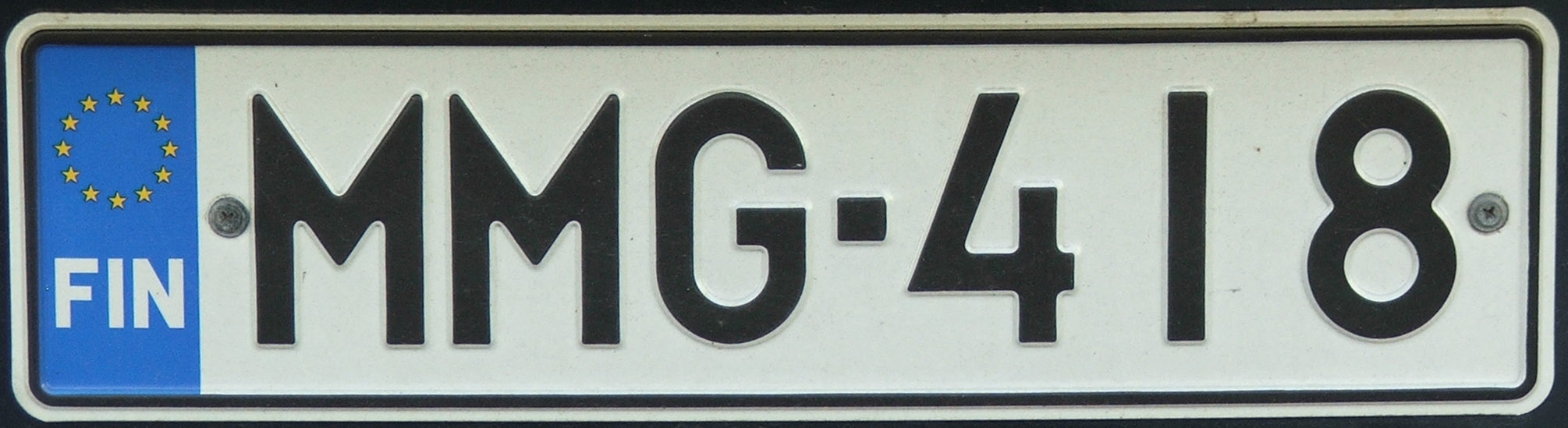
Modelo actual de matrícula finesa.

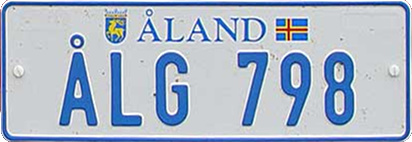
Modelo de matrícula de las islas Åland.

Las placas de matrícula de los vehículos de Finlandia siguen un sistema alfanumérico introducido en 1972 formado por tres letras y tres cifras separadas por un guion (por ejemplo, ABC-123) y que no indican el lugar de procedencia del vehículo. Los caracteres son negros sobre fondo blanco y las medidas de la placa son 442 mm x 118 mm. El formato desde 2001 es el común al resto de matrículas de la Unión Europea, por lo que también lleva la sección azul en el extremo izquierdo con las estrellas en círculo de la UE y el código del país, FIN.
El formato común de la UE se da de forma automática a todos los vehículos nuevos salvo que el propietario haga una solicitud a los lugares de inspección para adquirir el modelo antiguo de placa (de fondo negro y caracteres blancos y de tamaño 397 mm x 118 mm), pero la numeración sigue el modelo actual.
Las islas Åland tienen su propio tipo de placa, formado por tres letras y tres cifras separadas por un espacio. En la parte superior hay, de izquierda a derecha, el escudo de las islas, el nombre ÅLAND y la bandera. Todos los caracteres son de color azul y la primera letra siempre es Å. A lo largo de los años las letras que siguen a la primera han ido variando en cantidad.

## Tipografía
La tipografía utilizada es una mezcla de algunas características de la norma DIN 1451 con influencias más humanistas:
- Los lados de las letras C, G, O o Q se presentan rectos en lugar de curvados.
- El número 4 es típicamente DIN, pero las cifras 2, 6 y 9 tienen los trazos curvados.
- Los números 1 y 7 sin palo en la parte superior izquierda.

## Tipo

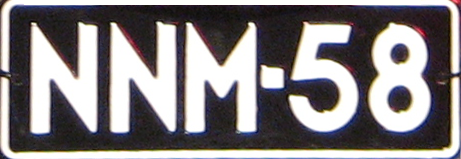
Modelo antiguo de matrícula.

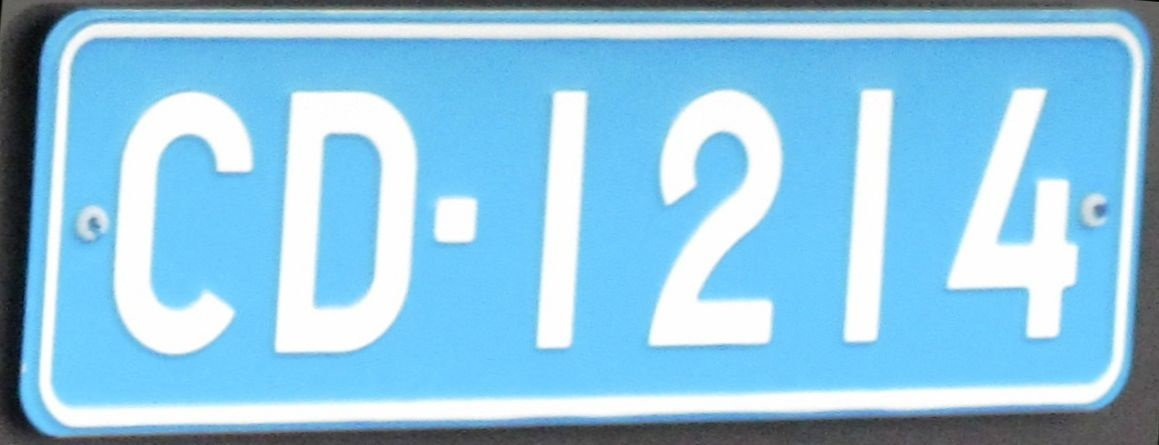
Matrícula diplomática.

Los vehículos antiguos llevan una matrícula de fondo negro con los caracteres blancos en relieve. Se componen de dos o tres letras y un máximo de tres cifras, separados por un pequeño guion.
Los vehículos diplomáticos de embajadas o del personal diplomático llevan unas placas de fondo azul cielo y caracteres blancos, compuestas por las letras CD (por Corps Diplomatique) y cuatro cifras o las letras C y un máximo de cinco cifras.
Los ciclomotores llevan una matrícula de fondo blanco con caracteres negros formada por un máximo de tres cifras y un máximo de tres letras separadas en dos líneas.
Las motos de nieve llevan matrículas desde noviembre de 1994 de fondo de color amarillo y caracteres negros formadas por una combinación de tres cifras y dos o tres letras en dos líneas
Los remolques llevan una matrícula de igual formato que la de los vehículos particulares excepto en que la primera letra siempre es una D, una P o una W.

## Historia[9]

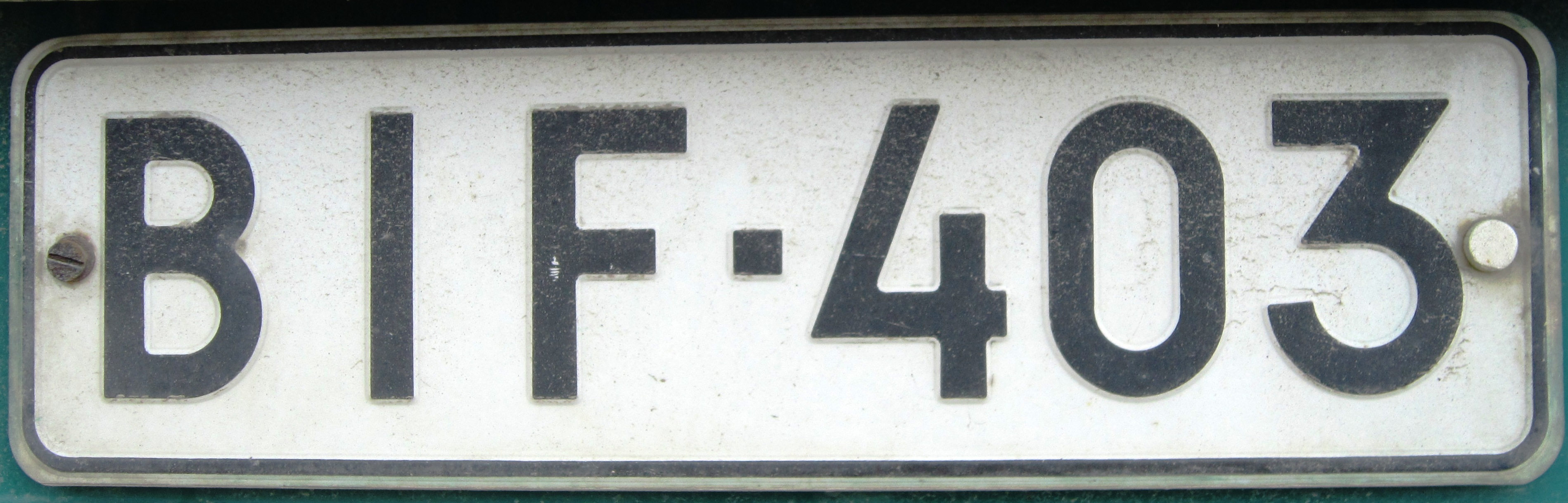
Modelo de matrícula anterior al 2001.

- Entre 1917 y 1922, justo después de obtener la independencia, se emitieron diferentes placas para cada ciudad.

- Entre 1922 y 1929 las placas tenían un fondo blanco formadas por una designación provincial y cuatro cifras.

- Entre 1930 y 1940 se emitieron placas anuales. Las placas para los años impares eran blancas con caracteres negros y las placas para los años pares eran de color negro con caracteres blancos. La combinación de registro consistía en una designación provincial y un máximo de cuatro dígitos separados por un guion.

- A partir de 1950 el número de registro estándar consistía en dos letras, un guion y un máximo de tres cifras, en relieve en blanco sobre un fondo negro. La primera letra indicaba la designación de la provincia.

- En 1960 se añadió un borde blanco a la placa. El número de registro se componía de tres letras y una o dos cifras.

- En 1972 se introduce el sistema de registro actual de tres letras y tres cifras.

- En 2001 se introduce el formato de matrícula de la Unión Europea.

Los códigos indicativos de procedencia del vehículo vigentes entre 1922 y 1972 eran:
| Letra | Área            | Letra | Área                                  |
| ----- | --------------- | ----- | ------------------------------------- |
| A     | Helsinki ciudad | N     | provincia de Häme hasta 1961.         |
| B     | Helsinki        | O     | Oulu                                  |
| C     | Helsinki        | R     | Kymi                                  |
| E     | Turku           | S     | Pohjois-Karjala                       |
| F     | Turku           | T     | Turku                                 |
| G     | Kymi provincia  | U     | Uusimaa                               |
| H     | Häme provincia  | V     | Vaasa (originariamente VA + 4 cifras) |
| I     | Häme provincia  | X     | Keski-Suomi                           |
| K     | Kuopio          | Y     | Vaasa                                 |
| L     | Lappin          | Z     | Uusimaa                               |
| M     | Mikkeli         | ÅL    | Åland (con 4 cifras)                  |